# Brett Hull Hockey '95
Brett Hull Hockey '95 är ett ishockeyspel som i januari 1995 utkom till bland annat SNES, Sega Mega Drive och MS-DOS. Spelet utvecklades av Radical Entertainment och utgavs av Accolades sportspelsavdelning. Spelet är uppföljaren till Brett Hull Hockey, och man kan välja mellan träningsmatch, hel säsong, slutspel och allstar-match.
Spelet innehåller over 600 spelare, rankade efter skicklighet. Athletes are rated in skills related to skating, offense, defense, and goaltending skills. Spelet licenserades av NHLPA men inte av NHL; vartför lagen endast namngivets efter hemort. SNES-versionen innehåller ett kodsystem.

### Fotnoter
1. 1 2 3 4 5  ”Release information (Super NES version)”. Gamefaqs. Arkiverad från originalet den 8 maj 2014. https://web.archive.org/web/20140508030834/http://www.gamefaqs.com/snes/588232-brett-hull-hockey-95/data. Läst 7 maj 2014.
2. ↑  ”Release information (PC version)”. GameFAQs. Arkiverad från originalet den 8 maj 2014. https://web.archive.org/web/20140508030459/http://www.gamefaqs.com/pc/564427-brett-hull-hockey-95/data. Läst 7 maj 2014.
3. ↑  ”Advanced game overview (PC)”. allgame. http://www.allgame.com/game.php?id=5337. Läst 7 maj 2014.
4. ↑  ”Release information (Sega Genesis version)”. GameFAQs. Arkiverad från originalet den 8 maj 2014. https://web.archive.org/web/20140508030639/http://www.gamefaqs.com/genesis/586075-brett-hull-hockey-95/data. Läst 7 maj 2014.
5. 1 2  ”Game overview”. MobyGames. http://www.mobygames.com/game/brett-hull-hockey-95. Läst 7 maj 2014.
6. 1 2 3  ”Advanced game overview (SNES)”. allgame. http://www.allgame.com/game.php?id=12384. Läst 7 maj 2014.